# Luis Echeverría Álvarez, Tabasco
Luis Echeverría Álvarez är en ort i Mexiko.   Den ligger i kommunen Centla och delstaten Tabasco, i den sydöstra delen av landet, 700 km öster om huvudstaden Mexico City. Luis Echeverría Álvarez ligger 2 meter över havet och antalet invånare är 118.
Terrängen runt Luis Echeverría Álvarez är mycket platt. Runt Luis Echeverría Álvarez är det ganska glesbefolkat, med 32 invånare per kvadratkilometer. Närmaste större samhälle är Frontera, 7,0 km norr om Luis Echeverría Álvarez. Trakten runt Luis Echeverría Álvarez består huvudsakligen av våtmarker.